# Aristides de Sousa Mendes
Aristides de Sousa Mendes (Cabanas de Viriato, 19 luglio 1885 – Lisbona, 3 aprile 1954) è stato un diplomatico portoghese.
Rifiutandosi di eseguire gli ordini del suo governo (il regime di Salazar) e concedendo visti a rifugiati di tutte le nazionalità che dovevano fuggire dalla Francia nel 1940, anno dell'invasione della Francia da parte della Germania nazista nella Seconda guerra mondiale, Aristides salvò decine di migliaia di persone dall'Olocausto.

## Vita prima del 1940
Fu battezzato Aristides de Sousa Mendes do Amaral e Abranches nel piccolo villaggio della circoscrizione di Carregal do Sal, nel distretto meridionale di Viseu. Aristides apparteneva a una famiglia aristocratica con terreni, cattolica, conservatrice e monarchica. Il padre era membro del supremo tribunal. Aristides si trasferì a Lisbona nel 1907 dopo la laurea in giurisprudenza all'università di Coimbra, così come suo fratello gemello. Ambedue abbracceranno la carriera diplomatica; Aristides si occuperà di diverse delegazioni consolari portoghesi presenti nel mondo: Zanzibar, Brasile, Stati Uniti d'America.
Nel 1929 viene nominato console generale di Anversa, carica che occuperà fino al 1938. Il suo impegno nella promozione della immagine del Portogallo non passa inosservato. Viene decorato per due volte da Leopoldo III dei Belgi, venendo nominato ufficiale dell'Ordine di Leopoldo e commendatore dell'Ordine della Corona, la più alta onorificenza belga. Dopo quasi dieci anni di servizio in Belgio, Salazar, Presidente del Consiglio dei ministri e ministro degli affari esteri, nomina Sousa Mendes console di Bordeaux, Francia. Nel 1940, a 55 anni, si avvicina alla fine della sua carriera ed è padre di quattordici figli. Politicamente non si fa notare.

## La seconda guerra mondiale
Aristides de Sousa Mendes era ancora console di Bordeaux quando ebbe inizio la Seconda guerra mondiale e le truppe di Adolf Hitler avanzarono rapidamente in Francia. Salazar mantenne il Portogallo neutrale. Con la Circular 14, Salazar ordinava ai consoli portoghesi presenti nel mondo di ricusare la consegna del visto alle seguenti categorie di persone: "stranieri di nazionalità indefinita, contestata o disputata; apolidi; ebrei che sono stati espulsi dal paese di origine o dallo stato di cui hanno la cittadinanza".
Nel 1940 il governo francese si rifugia temporaneamente nella città di Bordeaux, fuggendo da Parigi prima che sia occupata dalla truppe tedesche. Decine di migliaia di rifugiati in fuga dall'avanzata nazista si dirigono anch'essi sulla città. Molti si presentano al consolato portoghese chiedendo un visto di entrata per il Portogallo o per gli Stati Uniti: Sousa Mendes, il console, se seguisse le istruzioni del suo governo, dovrebbe distribuire i visti con molta parsimonia.
Alla fine del 1939, Sousa Mendes ha già disobbedito alle istruzioni del suo governo e rilasciato alcuni visti. Tra le persone che decide di aiutare si trova il rabbino di Anversa Jacob Kruger, che gli fa comprendere che bisogna salvare i profughi ebrei. Il 16 giugno 1940, Aristides decide di dare un visto a tutti i rifugiati che lo richiedano: “A partire da ora, daremo visti a tutte le persone, senza riguardo a nazionalità, razza o religione”. Aiutato dai suoi figli e nipoti e dal rabbino Kruger, timbra passaporti, assegna visti, usando tutti i fogli di carta disponibili.
Di fronte ai primi richiami di Lisbona, tirerà diritto: “Se devo disobbedire, preferisco che sia agli ordini degli uomini piuttosto che agli ordini di Dio”. Quando Salazar prenderà dei provvedimenti contro il console, Aristides continuerà la sua attività dal 20 al 23 giugno a Bayonne (Francia), nell'ufficio di un viceconsole stupefatto e alla presenza di altri due funzionari di Salazar. Il 22 giugno 1940 la Francia chiede un armistizio alla Germania nazista. Durante il viaggio a Hendaye, Aristides continua a emettere visti per i profughi che percorrono con lui la strada per la frontiera, anche se il 23 giugno Salazar lo licenzia dalle sue funzioni di console.
Malgrado siano stati inviati dei funzionari con il compito di “prelevare” Aristides, lui guiderà con la sua auto una colonna di veicoli di rifugiati in direzione della frontiera, sapendo che dal lato spagnolo non esistono telefoni. Per questo motivo le guardie di frontiera non sono state ancora avvisate della decisione di Madrid di chiudere le frontiere con la Francia. Sousa Mendes impressiona le guardie doganali, che acconsentono a lasciar passare tutti i profughi, che con i suoi visti potranno continuare il viaggio verso il Portogallo.

## La punizione nel Portogallo di Salazar
L'8 luglio 1940 Aristides rientrò in Portogallo. Sarà punito dal governo di Salazar: Sousa Mendes, padre di una famiglia numerosa, venne privato del suo impiego diplomatico per un anno, il suo stipendio viene dimezzato prima di venir messo in pensione. Oltre a ciò Sousa Mendes perse il diritto di esercitare come avvocato. La sua patente di guida, rilasciata all'estero, venne ritirata. Il console licenziato e la sua famiglia sopravvissero grazie alla solidarietà della comunità ebraica di Lisbona, che facilitò ad alcuni dei suoi figli gli studi negli Stati Uniti. Due dei suoi figli parteciperanno allo sbarco in Normandia.
Frequentò, insieme ai famigliari, la sede dell'assistenza ebraica internazionale, dove causò sconcerto per i suoi buoni vestiti e la sua presenza. Alcuni giorni dopo dichiarò: “Anche noi siamo dei profughi”. Nel 1945 Salazar manifestò la sua soddisfazione per il fatto che il Portogallo avesse aiutato i profughi, rifiutando nello stesso tempo di reintegrare Sousa Mendes nel corpo diplomatico. La sua miseria fu anche maggiore con la vendita dei beni, la morte della moglie nel 1948, l'emigrazione di tutti i suoi figli con una sola eccezione. Aristides de Sousa Mendes morì in povertà il 3 aprile 1954 nell'ospedale dei francescani di Lisbona. Non possedendo un vestito proprio, fu seppellito con una tunica dei francescani.

## Le persone salvate da Aristides
Circa trentamila visti furono rilasciati dal console Sousa Mendes, dei quali diecimila a profughi di religione ebraica.
Tra coloro che ottennero un visto dal console portoghese ci furono:
- Ottone d'Asburgo-Lorena, figlio di Carlo, ultimo imperatore dell'Austria-Ungheria; il principe Ottone era detestato da Adolf Hitler. Scappò con la sua famiglia dal suo esilio in Belgio per dirigersi negli Stati Uniti, dove partecipò a una campagna per avvisare l'opinione pubblica.
- Vari ministri del governo belga in esilio.
- Norbert Gingold, pianista.
- Charles Oulmont, scrittore francese e professore all'università della Sorbona.
- Robert Montgomery, attore hollywoodiano.

## Riconoscimenti
Nel 1966 il memoriale di Yad Vashem (memoriale dell'Olocausto con sede a Gerusalemme, in Israele) gli prestò omaggio attribuendogli il titolo di “Giusto tra le nazioni”. Le condizioni indispensabili per riconoscere un «giusto» sono tre: aver salvato ebrei, averli salvati sotto la minaccia di un grave pericolo per la propria vita, non aver mai percepito alcun compenso. Nello stesso anno furono piantati venti alberi in sua memoria nei terreni del Museo Yad Vashem.
Nel 1987, diciassette anni dopo la morte di Salazar, la Repubblica Portoghese iniziò il processo di riabilitazione di Sousa Mendes, insignendolo dell'Ordine della Libertà e porgendo alla sua famiglia scuse pubbliche. Nel 1994 il presidente portoghese Mário Soares scoprì un busto in omaggio a Aristides de Sousa Mendes, così come una targa commemorativa nella Rue Louis-XVIII 14, l'indirizzo del consolato del Portogallo a Bordeaux nel 1940. Nel 1995 l'Associação Sindical dos Diplomatas Portugueses (ASDP) istituì un premio annuale a lui intitolato.
Nel 1996 un gruppo di scout di Esgueira (Aveiro) l'onorò creando il CLÃ 25 ASM (Aristides de Sousa Mendes). Nel 1998 lo stato portoghese, nel corso del processo di riabilitazione ufficiale della memoria di Aristides de Sousa Mendes, lo insignì a titolo postumo con la Croce al Merito per le sue azioni a Bordeaux. Nel 2006 fu realizzata l'azione di sensibilizzazione “Reconstruir a Casa do Cônsul Aristides de Sousa Mendes” ("Ricostruire la casa del console Aristides de Sousa Mendes"), riguardo alla sua antica casa a Cabanas de Viriato, Carregal do Sal e nella Quinta de Crestelo, Seia - São Romão.
Nel 2007 fu votato come uno dei dieci maggiori portoghesi, tramite il programma Os Grandes Portugueses. Nella prosecuzione delle votazioni del programma Grandes Portugueses, sempre nel 2007, Aristides de Sousa Mendes si classificò al terzo posto; il primo ed il secondo andarono rispettivamente a Salazar e a Álvaro Cunhal.
Aristides de Sousa Mendes non fu l'unico funzionario al quale il suo paese non perdonò la disobbedienza fatta per compiere atti di giustizia e umanità nella Seconda guerra mondiale. Tra le altre figure conosciute che si distinsero per coraggio ed umanità ci sono il console giapponese a Kaunas (Lituania) Chiune Sugihara e Paul Grüninger, capo della polizia del cantone svizzero di San Gallo.